# Schönburger

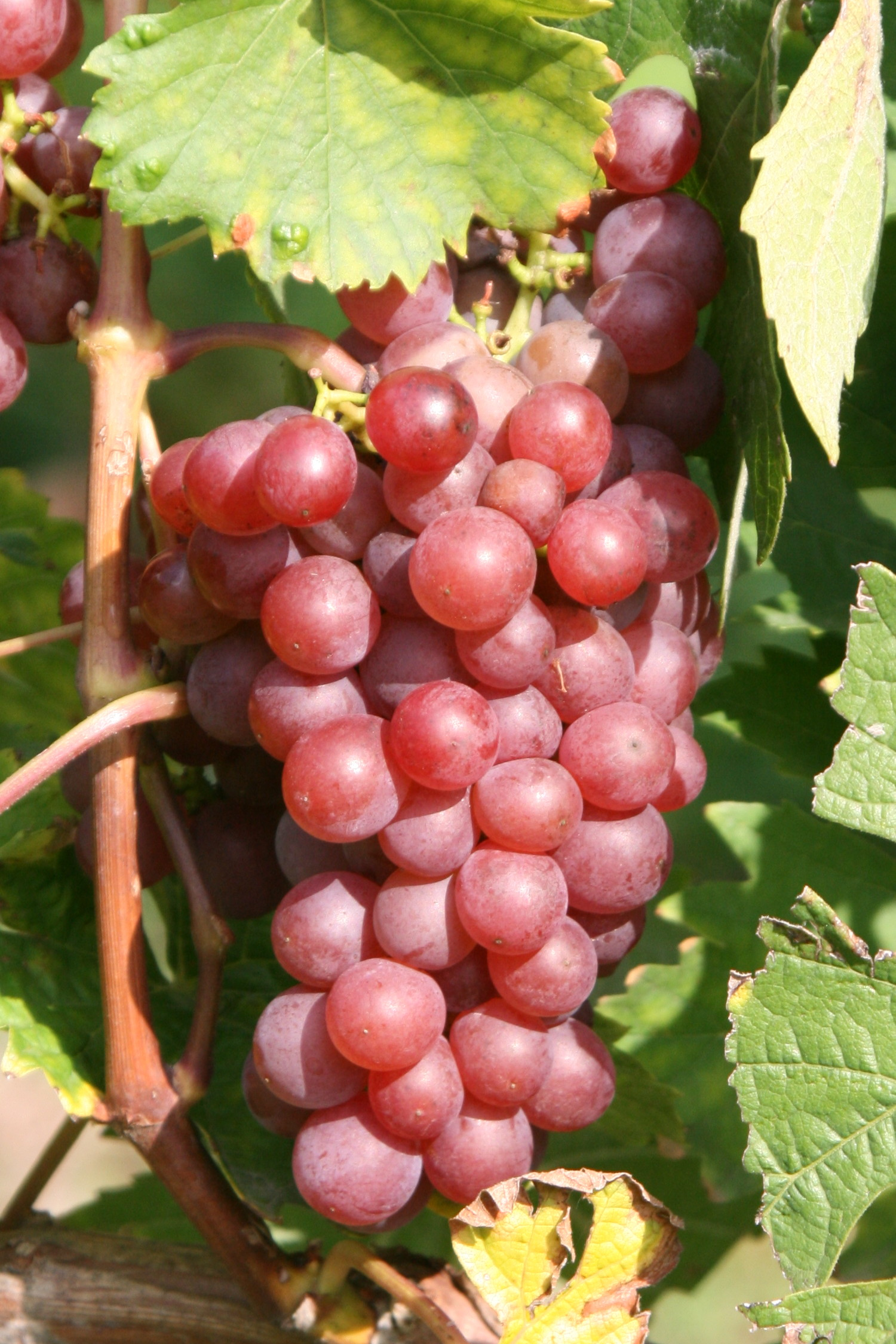
Racimo de schönburger.

La schönburger, schoenburger o schonburger es una variedad de uva rosada. Fue producto de un cruce de pinot noir x chasselas x moscatel de Hamburgo en el Instituto de Engendramiento de Uvas Geisenheim, Alemania, y fue lanzada en 1979 con el nombre técnico de geisenheim 15-114.
En la actualidad crecce en Alemania y en Inglaterra. En Inglaterra es una variedad autorizada y recabó popularidad a comienzos de los 2000. Puede también encontrarse en la Columbia Británica, Canadá, así como al oeste del estado de Washington y al oeste del estado de Oregón, en Estados Unidos. Una característica común de estas áreas es el clima frío, a menudo con influencias marítimas.
Esta es una uva de maduración temprana, aunque es susceptible al oídio.
Suele vinificarse en vinos blancos suaves, con cuerpo y afrutados.